# Сагунівка
Сагуні́вка — село в Україні, у Черкаському районі Черкаської області, центр Сагунівської сільської громади. Площа територіальних меж громади — 205.2 кв. км, села — 546,6 га. Населення становить 3350 осіб, дворів — 1570. День села — 20 серпня.

## Географія
Село Сагунівка розташоване на березі Кременчуцького водосховища за 30 км на південний схід від м. Черкаси.

## Населення

### Мовний склад
Рідна мова населення за даними перепису 2001 року:
| Мова       | Чисельність, осіб | Доля     |
| ---------- | ----------------- | -------- |
| Українська | 3 267             | 98,20 %  |
| Російська  | 52                | 1,56 %   |
| Інше       | 8                 | 0,24 %   |
| Разом      | 3 327             | 100,00 % |

## Історія
Згадки про це село є в «Сказаннях про населені місцевості Київської губернії» (1865 р.):
|  | ...Сагунівка, село в 4-х верстах від Ломоватого, нижче по річці Дніпру, на кордоні Чигиринського повіту. Жителів обох статей: православних 2247, євреїв 35. Село це, як і попередні села, відоме хорошими якостями удобрених жителями городів, що виробляють велику кількість цибулі, яку вигідно продають у ново-російському краї. У жителів процвітає бджільництво. Церква Богородична, дерев'яна в застарілому стані, побудована в 1792 році, 5-го класу; землі має 42 десятини... |

|  | ...Сагунівка — назва частини с. Ломоватого, Київської губернії, Черкаського повіту, на правому березі р. Дніпра. 4414 жит. Значні посіви цибулі, що продається в Новоросії; бджільництво. |

Археологічні розкопки свідчать, що перші поселенці жили на цих землях ще у III — на початку IV ст. н. е. Ранньочерняхівські поселення на цій території, виявлені у 1955 p., та знайдені два поховання, свідчать про існування тут поселень і городищ періоду Київської Русі.
Черкаський район багатий на археологічні знахідки козацької доби. Тут виявлено 47 козацьких могил. Найвідоміші з них розташовувались неподалік с. Ломовате. У придніпровських плавнях біля села було велике озеро, яке називалося «Козацьким». За переказами, у ньому було потоплено шляхтою багато козаків і повстанців.
У 1686 р. Росія і Польща підписали Вічний мир, за яким південна Київщина з вузькою смугою вздовж: правого берега Дніпра — Правобережна Наддніпрянщина, куди входили і села Сагунівка та навколишні села ставали нейтральною зоною. Проте вже під кінець XVII ст. тут знову відновився феодальний та національний гніт. Правобережні землі України протягом всього XVII ст. все ще залишалися під гнітом шляхетської Польщі.
Одним з найбільших у XVIII ст. виступів українського селянства проти польського гніту була, як відомо, Коліївщина. Повстання почалося у травні 1768 р. і охопило Медведівку, Жаботин, Канів, Смілу, Черкаси і всі навколишні села. У народному музеї Сагунівки зберігається шабля тих часів.
|  | ...Після скасування у 1861 р. кріпосного права, боротьба селян за землю та перерозподіл її за душами посилювалася і почала переростати в революційний протест проти царського уряду. На території Чигиринського та Черкаського повітів таку боротьбу ("змову") очолив відставний солдат Хома Денисович Прядка із Сагунівки. Цей революційний виступ селян дістав назву Чигиринської змови... ...до літа 1877 р. членами "Таємних дружин" було ... близько 2000 селян. Почали створюватися дружини також в селах Боровиця, Медведівка, Мельники, Погорільці, Розсошенці, Суботів, Топилівка, Худоліївка, Ломовате, Сагунівка тощо. |

На 1864 р. в Сагунівці проживало православних — 2247, євреїв — 35, у Ломоватому — 1545 осіб.
У 1918 р. почали створюватися нові місцеві органи влади: сільська рада та ревкоми. На початку 1919 р. створені комнезамами. В період непу в селах почали створюватись кооперативні об'єднання селян. У 1928 р. в Ломоватому створено перші ТСОЗи. В січні 1930 р. на їх базі організовано колгоспи «Комунар» у Сагунівці та ім. Леніна в Ломоватому. В обох селах у 1930 р. проведено так зване розкуркулення, під яке потрапили не тільки заможні селяни, а й ті, хто їх підтримував або всього-на-всього не хотіли вступати в колгоспи.
У 1933 р. почався спустошливий голод. Аби вижити, люди їли все: коріння очерету та кору дерев, гречану полову, змішану з невеликою кількістю борошна, виловлювали, де тільки можна було, рибу та різних дрібних лісових тварин. Кількість голодуючих швидко збільшувалася. Вимирали цілими сім'ями. Були випадки канібалізму. В результаті голодомору в Сагунівці та Ломоватому у 1933 р. померло понад 400 жителів.
Під час піку репресій у 1937—1938 pp. чимало односельців поплатилися життям. Зокрема, у 1937 р. засуджені до розстрілу колгоспники К. М. Луговський та О. М. Ляшко. У 1938 р. розстріляні: служитель церкви В. Я. Кучугурний, колгоспники П.K. Олійник та І. Я. Шапошник. Ряд селян одержали по 8-10 років каторги. У 1939 р. мобілізований колгоспник І. М. Чепурний під час фінської компанії потрапив у полон до фінів. У 1940 р. після обміну полонених його було засуджено на 5 років таборів.
У передвоєнні роки життя колгоспників почало поступово покращуватись.
10 серпня 1941 р. нацисти ввійшли до Сагунівки та Ломоватого. 75 жителів цих сіл у період окупації відправлено до Німеччини.
14 грудня 1943 р. Сагунівка була визволена від німецько-нацистських загарбників.
Незважаючи на труднощі, села швидко відбудовувалися У грудні 1949 р. вирішено об'єднати колгоспи сіл Леськи, Худяки, Ломовате і створити так зване агромісто. Наприкінці 1951 р. експеримент було припинено. Ломоватський колгосп, що знову став самостійним, перейменовано в «Заповіт Леніна». У другій половині 50-х pp. у зв'язку з будівництвом Кременчуцької ГЕС почалося переселення села Сагунівка із збереженням своєї назви. До зановозбудованого села були переселені і інші переселенці із сусідніх затоплених сіл. Найбільша така громада була із найближчого села Ломовате, із яким завжди була пов'язана історія Сагунівки.

## АТП (адміністративно-територіальний поділ)
- 1900[5]
  - Російська імперія \ Київська губернія \ Черкаський повіт \ Худяківська волость \ село Сагунівка (№ 1774)
- 01.09.1946[6]
  - СРСР \ УРСР \ Кіровоградська область \ Чигиринський район \ Сагунівська сільська рада \ село Сагунівка (№ 1594)
- 01.01.1979[7]
  - СРСР \ УРСР \ Черкаська область \ Черкаський район \ Сагунівська сільська рада \ село Сагунівка (№ 696)
- на 1991
  - Україна \ Черкаська область \ Черкаський район \ Сагунівська сільська рада \ село Сагунівка

## Музей. Персоналії
Понад 90 осіб нагороджені медаллю «За доблесну працю в роки Великої Вітчизняної війни 1941—1945 pp.».
У 1946 р. колгоспниця П. Т. Ведлюденко була заслана на 5 років у Казахстан за те, що її чоловік нібито здався в полон німцям. Немало трудівників Сагунівки були притягнені до суду в голодні 1946—1947 pp. за збір колосків (300—800 грамів).
У сільському музеї знаходиться макет сіл Ломовате та Сагунівка періоду 50-х pp. XX ст. із детальним зображенням адмінпримішень, будинків, відображено розміщення кутків, доріг, ярів. Представлено весь ландшафт території: ліси, болота, луги, озера, острова за Дніпром і сам Дніпро з його притоками. Над макетом більше року працювали П. В. Кривошея та І. П. Жученко. Між Ломоватим та Сагунівкою проходила межа зонального поділу між лісостепом та степом. Належали села до різних районів і навіть областей: Київської і Кіровоградської. Проектування нових сіл передбачало в перспективі об'єднання сіл і колгоспів. Шляхом об'єднання у 1959 р. створено господарство «3аповіт Ілліча», яке очолив М. І. Чепурний. Незважаючи на складні роки переселення, господарство зміцнювалося, зростав добробут селян. У 1958 р. колгоспниця Г. П. Ільченко удостоєна високого звання Героя Соціалістичної Праці. Багато односельчан нагороджені орденами і медалями.

## Суспільне життя
Понад 25 років колгосп очолював Іван Якович Ляшко, за його керівництва господарство стало одним з провідних як в районі, так і в області. Змінилося і обличчя села: прокладено дороги з твердим покриттям, збудовані лікарня, Будинок культури, мережа магазинів. Село газифіковано. У 1996 р. проведено реформування колгоспу «Заповіт Леніна» в КСП «Ломовате». 5 січня 2000 р. відбулося реформування КСП в СТОВ «Ломовате».
Важливою частиною економіки є сфера обслуговування населення. У Сагунівці працюють магазини, заклади громадського харчування, АЗС, СТО автомобілів, швейна майстерня, перукарня, аптека, пекарня.
Населення обслуговує лікарня. Із закладів освіти є дитячий садок і дві школи (середня і неповна середня) Працює, очолюваний О. Г. Мосійчук Будинок культури, а при ньому Музей історії села і бібліотека.

## Освіта
Сагунівська загальноосвітня школа І-ІІІ ступенів

## Спорт
Набирає сили футбольна команда «Чайка», добре працює секція спортивного орієнтування (тренер Д. А. Козачинський), тренуються юні дзюдоїсти. Село мас чемпіонів України та призерів міжнародних змагань.

## Релігія
ПЦУ
УПЦ МП
МСЦ ЄХБ

## Видатні уродженці
- Чепурний Микола Іванович — український радянський діяч.